# Rodge Lake
Rodge Lake är en sjö i Algoma District i provinsen Ontario i den sydöstra delen av Kanada. Rodge Lake ligger 394 meter över havet. Den ligger cirka en halv kilometer söder om sjön Pathfinder Lake. Rodge Lake har sitt utlopp i söder och vattnet rinner vidare till Big Moon Lake. Sjön tillhör Blind Rivers avrinningsområde.